# Costoboces

Carte de la Dacie romaine (106 - 271 ap. J.-C.) montrant les Costoboces au nord

Les Costoboces ou Costoboques (Latin : Costoboci, Costobocae, Castabocae, Coisstoboci, grec ancien : Κοστωβῶκοι, Κοστουβῶκοι ou Κοιστοβῶκοι) sont une confédération tribale composée d’éléments daces (ou géto-daces), thraces et peut-être thraco-celtes.
Les Costoboques occupent à l’origine et au cours de l'époque romaine les deux versants des Carpates du Nord, ainsi que la zone située entre les Carpates et le Dniestr. Ils peuvent être très largement assimilés à la culture de Lipitsa qui s’étend sur la Galicie et le nord de la Moldavie à partir du Ier siècle av. J.-C.. Des cimetières d’incinération à tombes plates et une céramique tournée à motifs géométriques lustrés distinguent cette culture archéologique. Au début du IIe siècle de notre ère, la culture carpienne apparaît et se développe peu à peu à proximité des Costoboques, en particulier au nord de la Moldavie. La conquête de la Dacie par Trajan place ces peuples au contact direct des régions contrôlées par Rome : échanges et conflits se succèdent. La culture de Lipitsa constitue désormais une marque des Daces restés libres, au voisinage de la Dacie porolissensis. La région occupée par ces populations se trouve alors au confluent d’influences et de pressions diverses : celle de l’Empire romain au Sud et à l’Ouest, celle des populations germaniques à l’Ouest et au Nord, celle des populations sarmates à l’Est. La pression de ces autres populations entraînera d’ailleurs ces Daces libres à entrer dans l’Empire : durant le règne de Marc Aurèle, au cours des guerres contre les Marcomans les Costoboques firent partie des peuples les plus menaçants, un de leurs raids traversa les provinces de Thrace et Macédoine pour aller ravager la Grèce, ils parvinrent jusqu'aux portes d'Athènes, où ils pillèrent le sanctuaire d'Éleusis en 171 ou 170, avant d'être repoussés par les armées romaines. Peu après, leur territoire est envahi par les Vandales Astingi, ce qui cause probablement leur disparition de la documentation littéraire, à l'exception d'une mention par Ammien Marcellin vers 400 ap. J.-C.

## Origine du nom
Le nom de cette confédération tribale nous est renseigné par le biais de différentes appellations en latin : Costoboci, Costobocae, Castabocae, Coisstoboci et en grec ancien : Κοστωβῶκοι, Κοστουβῶκοι ou Κοιστοβῶκοι,. Selon Ion I. Russu, ce nom dérive d'un vocable en langue thrace signifiant « ceux qui brillent ». Selon lui, le début du nom est un participe parfait passif Cos-to- dérivé de la racine proto-indoeuropéenne kʷek̂-, kʷōk̂-, signifiant "sembler, voir, montrer", composé avec une autre racine proto-indoeuropéenne bhā-, bhō-, "briller". D'autres voient cependant dans ce nom une étymologie celtique.

## Territoire
L'érudition moderne localise ce peuple au nord ou au nord-est de la Dacie romaine,,. Certains historiens suggèrent que la première mention du nom des Costoboces est à voir dans les Cotobacchi évoqués par Pline l'Ancien dans son Histoire Naturelle, rédigée vers 77 de notre ère. Selon l'auteur, il s'agit d'une tribu sarmate occupant la basse vallée du Don,,, . Cette identification entre Costoboces et Cotobacchi ne fait cependant pas l'unanimité,,,.
Ammien Marcellin, écrivant vers 400 ap. J.-C., situe les  Costoboques entre le Dniestr et le Danube, probablement au nord-est de la province romaine de Dacie. Dans sa Géographie, publiée entre 135 et 143 ap. J.-C., le grec Ptolémée indique quant à lui que les  Costoboques vivaient « au nord-ouest ou au nord est » de la Dacie,. Un autre peuple nommé par Ptolémée, les Transmonanoi, vivant au nord des Carpates, sont parfois assimilés aux  Costoboques,,.
Durant l'année 170, des costoboques effectuent un raid militaire dans la partie orientale de l'Empire romain. Passant par des villes de Mésie inférieure comme Marcianopolis, Nicopolis Istrum et Serdica, ils atteignent Athènes et Eleusis après être passés par Thessalonique, en Macédoine.  

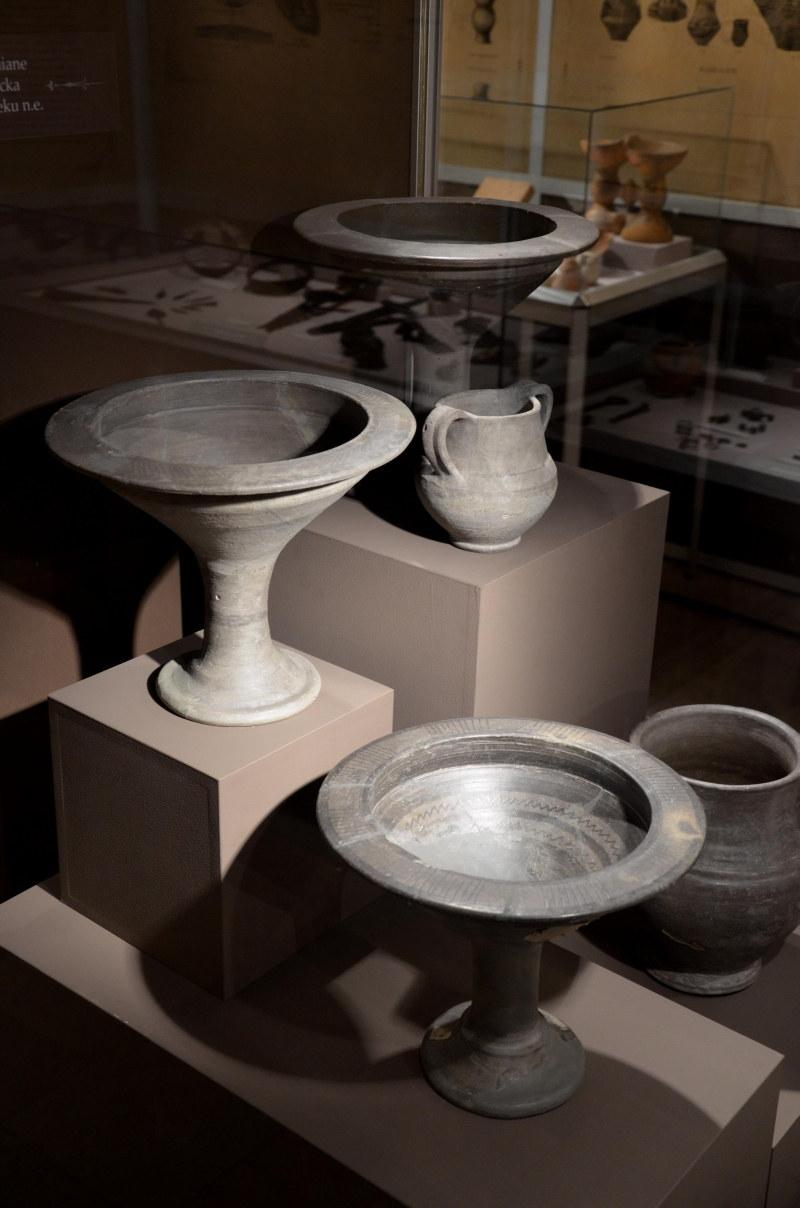
Céramiques du IIe s. ap. J.-C. provenant de la Culture de Lipita dans laquelle certains érudits voient la trace des Costoboques. Musée archéologique de Cracovie.

## Culture matérielle
Le consensus universitaire actuel tend à faire des Costoboques le peuple derrière la culture archéologique de Lipita,. Selon Roger Batty cependant, il ne faut pas assimiler trop strictement identités ethniques et cultures matérielles : la culture de Lipita pourrait n'être représentative que d'une portion seulement des peuples composant les  Costoboques, formant par essence une confédération. Cette culture matérielle s'est développée et répandue sur le versant septentrional des Carpates, dans la haute vallée du Dniestr et dans le bassin du Prout, à partir de la fin de l'époque de La Tène,.
La culture de Lapita révèle un mode de vie sédentaire, fondé sur l'agriculture et l'élevage, le travail du fer et l'utilisation d'une poterie montée au tour rapide. Les établissements ne possèdent pas ou peu d'éléments de fortification, l'habitat est majoritairement constitué de maisons sur fond de cabane semi-excavées (servant de vide sanitaire et de barrière contre l'humidité du sol), associées à des silos creusés pour le stockage du grain, des fours et foyers de chauffage en brique crue.
La production céramique témoigne d'un répertoire des formes très diversifié, montée au tour ou à la main, reprenant pour l'essentiel la tradition de la Dacie pré-romaine. Les formes céramiques découvertes dans la partie nord de l'aire de la Culture de Lipita sont voisines de celles de la Culture de Zarubinsty. Les nécropoles de la Culture de Lipita sont situées généralement en périphérie des centres habités, au contact d'iceux. Le rituel funéraire prédominant est l'incinération et le dépôt secondaire en urnes cinéraires déposées à même le sol. Certaines inhumations étaient réalisées dans des fosses en pleine terre. 

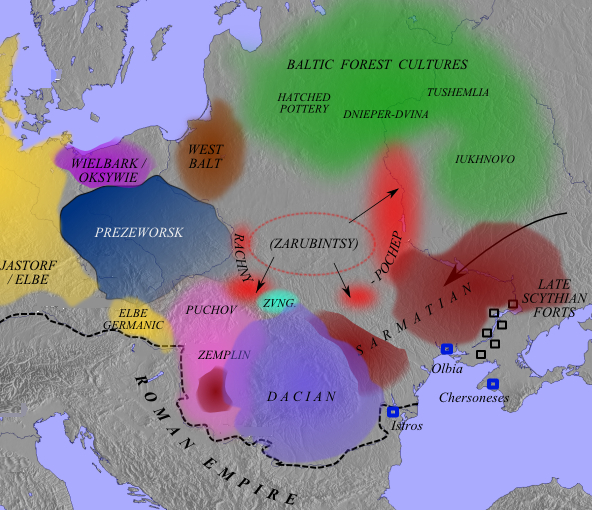
Les cultures archéologiques de l'Europe orientale à la fin du ; la Culture de Lipita est située au nord du complexe culturel Dace.

## Onomastique
Les pratiques onomastiques des  Costoboques nous sont difficilement accessibles, du fait de la faiblesse du corpus épigraphique et littéraire à leur sujet. Cependant une inscription latine, à vocation funéraire, découverte à Rome, datant du IIe siècle de notre ère, nous permet un bref aperçu de ces pratiques.
L'inscription est dédiée à une Zia ou Ziais la Dace, fille d'un certain Tiatus, et femme de Pieporus, roi des Costoboques. le monument fut érigé par Natoporus et Drigisa, deux petits-fils de Zia,,. L'inscription fut publiée pour la première fois par l'érudit italien Mariangelo Accursio au XVIe siècle, mais est désormais perdue,.

### Texte de l'inscription
D(is) M(anibus)
ZIAI
TIATI FIL(iae)
DACAE. UXORI
PIEPORI. REGIS
COISSTOBOCENSIS
NATOPORUS ET
DRIGISA AVIAE
CARISS(imae) B(ene) M(erenti) FECER(unt)

### Traduction
« Aux dieux Mânes de Zia(is) la Dace, fille de Tiatus, épouse de Pieporus, roi des Costoboques. Natoporus et Drigisa ont fait faire ce monument pour leur très chère et bien méritante grand-mère. »

### Analyse des noms
- Drigisa : Il s'agit d'un nom thrace[36],[37] ou dace[38],[39],[40]. Considéré comme une variante de Drigis(s)a[36],[38],[40], attesté dans le nom d'un vétéran romain de Moesie inférieure, Aurelius Drigisa, et dans le nom d'un légionnaire de Moesie supérieure, Titus Aurélius Drigissa. L'élément final -gis(s)a est fréquent dans l'onomastique dacique[39].
- Natoporus : Il s'agit d'un nom thrace [41],[42] ou dace [43],[38],[44],[45] . Un certain Natopor, soldat, est connu par divers ostraka découverts sur le Mons Claudianus en Égypte[44],[45]. On connaît aussi un diplôme militaire romain délivré en 127 ap. J.-C. en Maurétanie Césarienne pour un soldat d'origine dace et ses deux enfants, Nattoporis et Duccidava[44],[45]. La terminaison -por est fréquente dans les noms daces et thraces[46],[47],[48],[49]. On atteste aussi d'une variante de ce nom sur un diplôme militaire délivré en 127 ap. J.-C. en Germanie Inférieure, pour un soldat dace dont le père est appelé Natusis, comportant donc le même élément initial[44],[45].
- Pieporus : Il s'agit d'un nom thrace [41],[42] ou dace [43],[38],[44],[45] . La terminaison -por est fréquente dans les noms daces et thraces[46],[47],[48],[49].
- Tiatus :  Il s'agit d'un nom thrace [41],[42] ou dace [43],[38],[44],[45] . Tiatus est probablement un nom commençant par thia- ce qui est connu pour les noms daces[50],[51]. Un Tiato est attesté sur une inscription chrétienne précoce découverte au Maximianon, un fort romain dans l'est de l'Égypte[52].
- Zia ou Ziais : Il s'agit d'un nom thrace [41],[42] ou dace [43],[38],[44],[45] . Zia est un prénom féminin courant et attesté en Moesie Inférieure[53],[54],[49].

## Affiliation ethnolinguistique
L'affiliation ethnique et linguistique des  Costoboques est relativement incertaine, du fait du manque de preuves déterminantes issues de la documentation épigraphique et littéraire. L'opinion commune généralement admise est que les  Costoboques faisaient partie des tribus daciques, au sein des "Daces libres" libres de toute domination romaine,,. Cependant certains universitaires suggèrent qu'ils auraient pu être tantôt des Thraces, des Sarmates,, des Slaves, des Germains, des Celtes, ou encore des Daces issus d'un substrat celtique. Plusieurs hypothèses sont donc en concurrence, que l'on peut résumer par leurs arguments principaux.

### Hypothèse dace
- Onomastique : la famille du roi Costoboque, Pieporus, avait des noms dont les origines daces sont difficiles à contester.
- La mention des Dacpetoporiani sur la Table de Peutinger a été interprétée par certains universitaires comme une élision d'un groupe nominal Daci Petoporiani signifiant, « Les Daces du roi Petoporus »[63],[64],[65], Petoporus étant une autre graphie du Pieporus, roi des Costoboques[66].
- Le lien entre la culture archéologique de Lipita[67],[68],[69], présumée être celle des Costoboques, et leurs coutumes funéraires, semblerait montrer une parenté de pratiques et de choix matériels entre cette confédération et la culture des peuples daces, amenant à conclure que les Costoboques seraient eux-mêmes des Daces[70],[71],[72].
- L'étymologie : selon Schütte, le suffixe -bokoï que l'on retrouve dans le nom des Costoboques se retrouverait chez un peuple dace, les Sabokoi[73]. Cependant, Batty conteste cette position en s'appuyant sur le fait que la culture de Lipita, certes apparentée au substrat dacique, disparaît au Ier s. ap. J.-C., soit avant l'époque de mention de l'existence et de l'activité militaire et politique des Costoboques comme confédération établie[74].

### Hypothèse thrace
- Onomastique : certains universitaires considèrent le nom de Pieporus et de ses petits-enfants comme des noms d'origine thrace.
- Selon Jazdewski, au début de l'époque romaine, dans la haute vallée du Dniestr, la culture de Lipita porte les marques d'une tradition matérielle thrace sous influence celtique, ou qui aurait absorbé et intégré des éléments d'un substrat ethnique celtique[75].
- Le fait que la reine Zia soit désignée comme une Dace dans l'inscription de Rome pourrait indiquer que Pieporus ne le soit pas lui-même, et que les  Costoboques ne l'étaient donc de fait pas.

### Hypothèse celtique
- Le nom Costoboci est considéré par certains universitaires comme d'origine celtique. En particulier, le premier élément serait dérivé de coto-, un radical celtique signifiant "vieux" (comme pour les Cotini, une tribu celtique orientale des Carpates, ou Cottius, roi des celtes ligures Taurini dans les Alpes occidentales ; un des manuscrits de l'Histoire Naturelle de Pline l'Ancien parle d'ailleurs de Cotoboci et non de Costoboci. Faliyeyev considère cette hypothèse comme plausible, mais pas moins que celle d'une origine autochtone[76].
- Au cours des IVe – IIIe siècles avant notre ère, la Transylvanie et la Bessarabie (Moldavie) connurent de nombreux établissements celtiques et des mouvements de population considérables impliquant des populations celtiques, comme l'attestent les nombreuses nécropoles relevant de la culture de La Tène[77]. Le centre de la Transylvanie semble avoir ainsi été une enclave celtique en pays Dace, ou un royaume à part entière, selon Batty[78]. Ptolémée, le géographe, liste 3 tribus présentes en Transylvanie : les Taurisci, les Anartes, et les Costoboques[78]. Les deux premières sont considérées comme celtiques par les universitaires et par l'érudition moderne.
- La culture de Lipita conserve et montre de nombreuses caractéristiques proches de la culture celtique[79],[75].

### Hypothèse scytico-sarmate
Selon certains universitaires, les Costoboques n'étaient non pas des sédentaires, mais des semi-nomades, au mode de vie steppique fondé sur la mobilité et l'élevage du cheval, traits partagés par les cultures scythiques et sarmates. L'hypothèse fut à l'origine formulée par Theodor Mommsen au XIXe siècle.
- Dans la liste des tribus sarmates évoquées par Pline l'Ancien dans son Histoire naturelle, on trouve mention des Cotobacchi[80], ce qui pour certains est l'équivalent des Costoboques[13],[14],[15],[16]. Russu y voit cependant un autre peuple sans lien avec les Costoboques[18],[81].
- Un passage d'Ammien Marcellin désigne la région au nord de la Mer Noire comme étant habitée par les Alains, les Costoboques, et un nombre considérable de tribus scythiques"[82]. Selon certains, ce passage désigne toute la région de steppes entre le Danube et le Don et désigne donc les Costoboque comme un peuple des steppes[83],[13],[15],[16], donc nomade. D'autres considèrent que ce passage ne fait référence qu'à la région entre le Danube et le Dniestr[84],[17].
- La présence régulière d'inhumations de types sarmates, au sein de sites sédentaires de la culture de Lipita, serait une preuve d'une persistance de ce mode de vie steppique du subtrat originel des Costoboques.
- Une inscription découverte dans le sanctuaire d'Eleusis datée - selon les épigraphistes - d'après le sac du sanctuaire par les Costoboques vers 171, mentionne explicitement les « crimes des Sarmates ». Certains y ont donc vu une preuve que les Costoboques étaient Sarmates[85],[86]. Cependant, il est tout à fait possible que le vocable de Sarmates soit ici utilisé comme un terme générique et englobant une réalité indigène, non-grecque, que les prêtres d'Eleusis maîtrisaient mal, désignant donc toutes les populations vivant dans la basse vallée du Danube[56],[87], ou bien que cette invasion ait été en réalité conjointe et composée de Costoboques et de Sarmates[88],[89].

## Conflit avec Rome
Au cours du règne de Marc-Aurèle, l'Empire romain est engagé dans une suite de conflits appelés communément les Guerres Marcomanes. Cette vaste suite de campagnes militaires contre les Marcomans et les Quades, ainsi que d'autres peuples vivant autour du Danube, marqua durablement la vie des populations de la région. Les Costoboques se joignirent à la coalition contre Rome à la fin des années 160 apr. J.-C.

### L'invasion de 170-171
En 167 apr. J.-C., la Légion V Macedonica de retour des Guerres Parthiques, déplace son quartier général de Troesmis, en Mésie Inférieure, vers Potaissa, en Dacia Porolissensis (une des trois divisions militaires de la Dacie),, pour défendre la province contre les attaques des Marcomans. D'autres unités d'auxiliaires stationnées en Mésie se joignent à elle et participent à la défense du bas Danube, dégarnissant progressivement le reste de la frontière. Saisissant l'opportunité, en 170,, ou 171,, les Costoboques franchissent la frontière et envahissent le territoire de Rome, sans rencontrer grande opposition. Ils fondent alors sur les provinces de Mésie inférieure et supérieure, sur la Thrace, la Macédoine, et l'Achaïe,,

#### Nords des Balkans
Traversant le Danube, les Costoboques brûlent Histrie qui est évacuée,. Leurs attaques touchent Callatis, dont les remparts furent restaurés par la suite,. Deux inscriptions funéraires découvertes à Tropaeum Traiani en Mésie Inférieure commémorent la mémoire de Romains tués pendant l'attaque, Lucius Fufidius Iulianus, un décurion et duumvir de la cité, et un homme nommé Daizus, fils de Comozous. Une vexillation formée par des détachements des Legio I Italica et V Macedonica furent envoyées à Tropaeum Traiani à cette occasion, probablement pour la défendre contre des attaques,. Les raids des Costoboques obliquent ensuite vers l'est, atteignant la Dardanie. Une stèle funéraire découverte à Scupi en Mésie Supérieure et dédiée à un Timonius Dassus, décurion de la cohorte des auxiliaires Ala II Aurelia Dardanorum, tombé au combat contre les Costoboques, l'atteste assez certainement,. L'offensive des Costoboques se poursuit ensuite vers le sud, à travers la Macédoine et la Grèce.

#### Grèce
Dans sa description de la cité d'Elatée, le voyageur et écrivain Pausanias raconte un incident impliquant la résistance locale aux raids des Costoboques : 

« Une armée de bandits, appelés les Costoboques, qui traversèrent la Grèce à l'époque où je vécus, visita parmi d'autres cités Elatée. C'est alors qu'un certain Mnesibulus rassembla autour de lui une compagnie d'hommes et passa au fil de l'épée nombre de barbares, tombant cependant lui-même au combat. Ce Mnesibulus avait gagné par le passé de nombreux prix à la course, parmi lesquels la course à pied et la double course en armes à la 235e olympiade. Dans la rue des coureurs à Elatée se trouvait ainsi une statue de bronze de Mnesibulus. »

— Pausanias, Description de la Grèce, X, 34, 5.
Peu après les Costoboques atteignirent Athènes où ils mirent à sac le fameux sanctuaire des Mystères d'Eleusis,,,. En mai ou en juin 171, l'orateur Aelius Aristides fit un discours public, à Smyrne, dans lequel il se lamente des dommages infligés au sanctuaire,,,,. Trois inscriptions locales louent les prêtres d'Eleusis pour avoir réussi à préserver les secrets du culte à mystères dont ils étaient les gardiens,.
La résistance grecque locale fut globalement insuffisante pour contenir les mouvements et les actions des tribus Costoboques. Le procurateur Lucius Iulius Vehilius Gratus Iulianus fut envoyé en Grèce à la tête d'une vexillation pour purger les restes des envahisseurs,,,. Les Costoboques furent alors vaincus,.

#### Dacie
À la même période, il est possible que les Costoboques aient attaqué la Dacie. Une main de bronze découverte à Myszkow, à l'ouest de l'Ukraine, dédiée à Jupiter Dolichenus par un soldat romain d'une cohorte stationnée en Dacie, apporterait quelques éléments dans le sens de cette hypothèse : elle aurait été un butin issu d'un pillage mené par les Costoboques,,. Certains universitaires pensent que c'est à cette époque que le roi Pieporus et sa famille furent envoyés à Rome en tant qu'otages,,,.

### L'arrivée des Vandales
Peu après 170 apr. J.-C., les Vandales Astingi, sous la férule de leurs rois Raus puis Raptus, atteignent les frontières septentrionales de la Dacie romaine et offrent à Rome leur amitié en échange de subsides conséquents. Sextus Cornelius Clemens, alors gouverneur de la province, refusa leur demande, mais les encouragea à attaquer les Costoboques en offrant la protection aux femmes et enfants de ce nouveau peuple,,,. Les Astingi occupèrent alors le territoire des Costoboques, avant d'être à leur tour attaqués par les Lacringi, autre peuple vandale,,. Les Astingi et Lacringi devinrent, on le suppose, alliés de Rome, permettant à cette dernière de se concentrer sur le moyen Danube contre les Marcomans,,. Les mouvements ultérieurs de ces populations sont mal connus, et suggèrent tantôt une soumission par une autre tribu vandale, ou un déplacement vers le territoire des Carpiens, ou directement en Dacie.